# Кастр-Жиронд
Кастр-Жиро́нд (фр. Castres-Gironde) — коммуна во Франции, находится в регионе Новая Аквитания. Департамент — Жиронда. Входит в состав кантона Ла-Бред. Округ коммуны — Бордо.
Код INSEE коммуны — 33109.
Коммуна расположена приблизительно в 510 км к юго-западу от Парижа, в 19 км юго-восточнее Бордо.
Около 50 % площади коммуны покрыта лесами, и около 30 % — виноградниками.

## Население
Население коммуны на 2008 год составляло 1953 человека.
| 1962 | 1968 | 1975 | 1982 | 1990 | 1999 | 2008 |
| ---- | ---- | ---- | ---- | ---- | ---- | ---- |
| 784  | 904  | 1074 | 1211 | 1349 | 1512 | 1953 |

## Экономика
В 2007 году среди 1234 человек в трудоспособном возрасте (15-64 лет) 925 были экономически активными, 309 — неактивными (показатель активности — 75,0 %, в 1999 году было 75,2 %). Из 925 активных работали 838 человек (441 мужчина и 397 женщин), безработных было 87 (32 мужчины и 55 женщин). Среди 309 неактивных 85 человек были учениками или студентами, 105 — пенсионерами, 119 были неактивными по другим причинам.

## Достопримечательности
- Церковь Сен-Мартен[фр.] (XI век). Памятник истории с 1913 года[3]
  - Бронзовый колокол (XVII век). Памятник истории с 1942 года[4]
  - Картина с изображением Святого семейства (1771 год, автор — Никола-Бернар Леписье[англ.]). Памятник истории с 1908 года[5]

## Фотогалерея

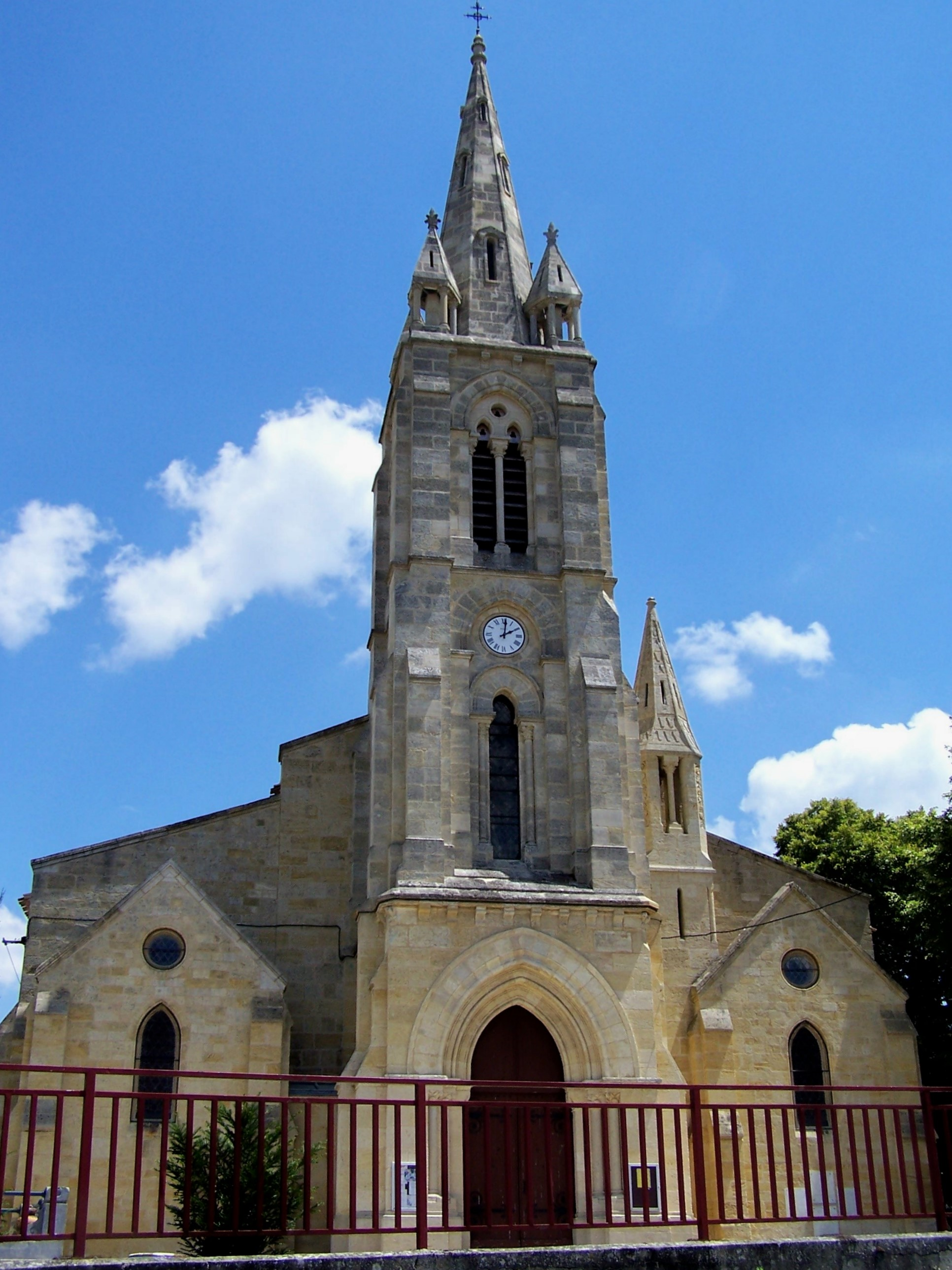
Церковь Сен-Мартен
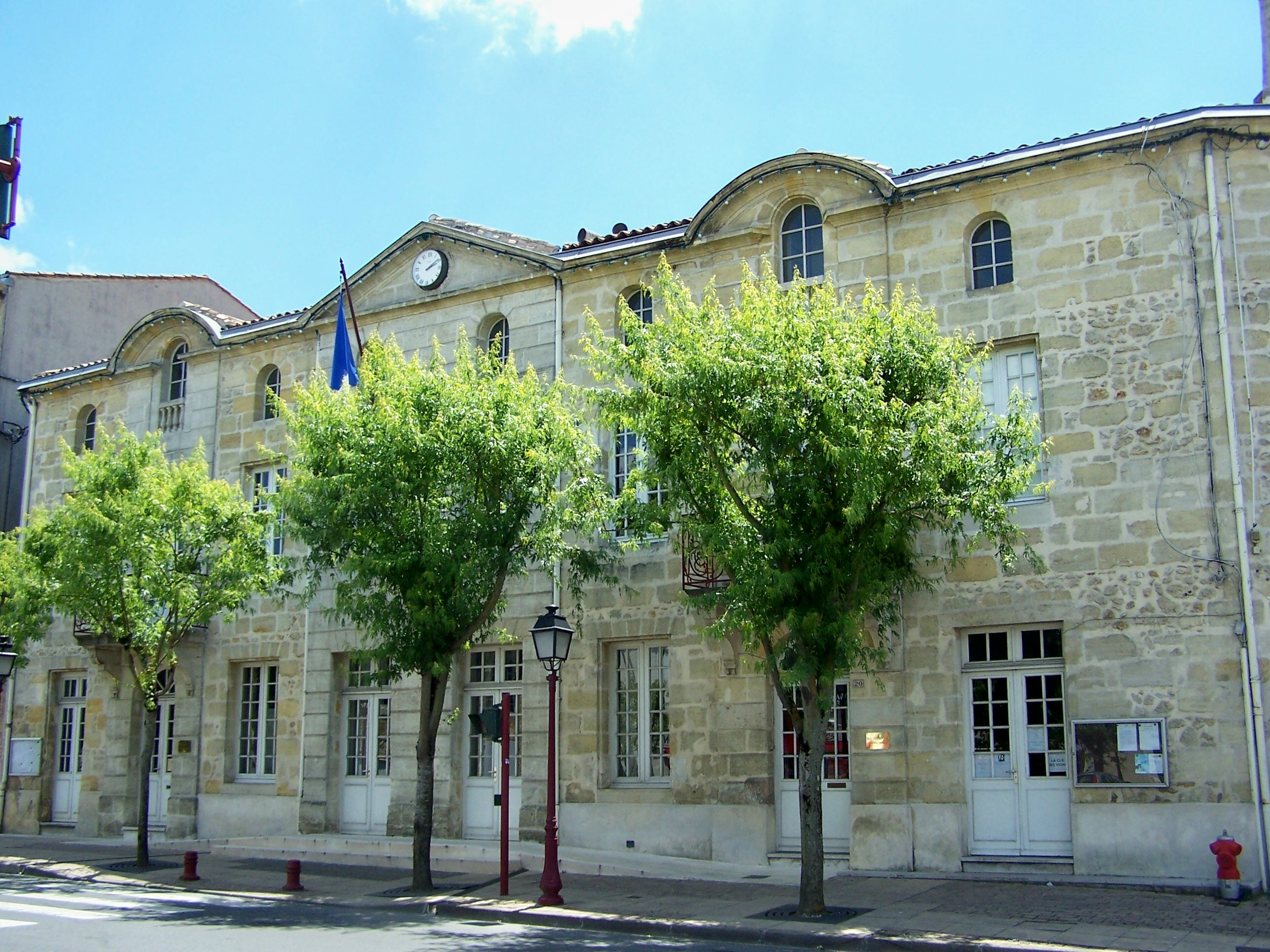
Мэрия
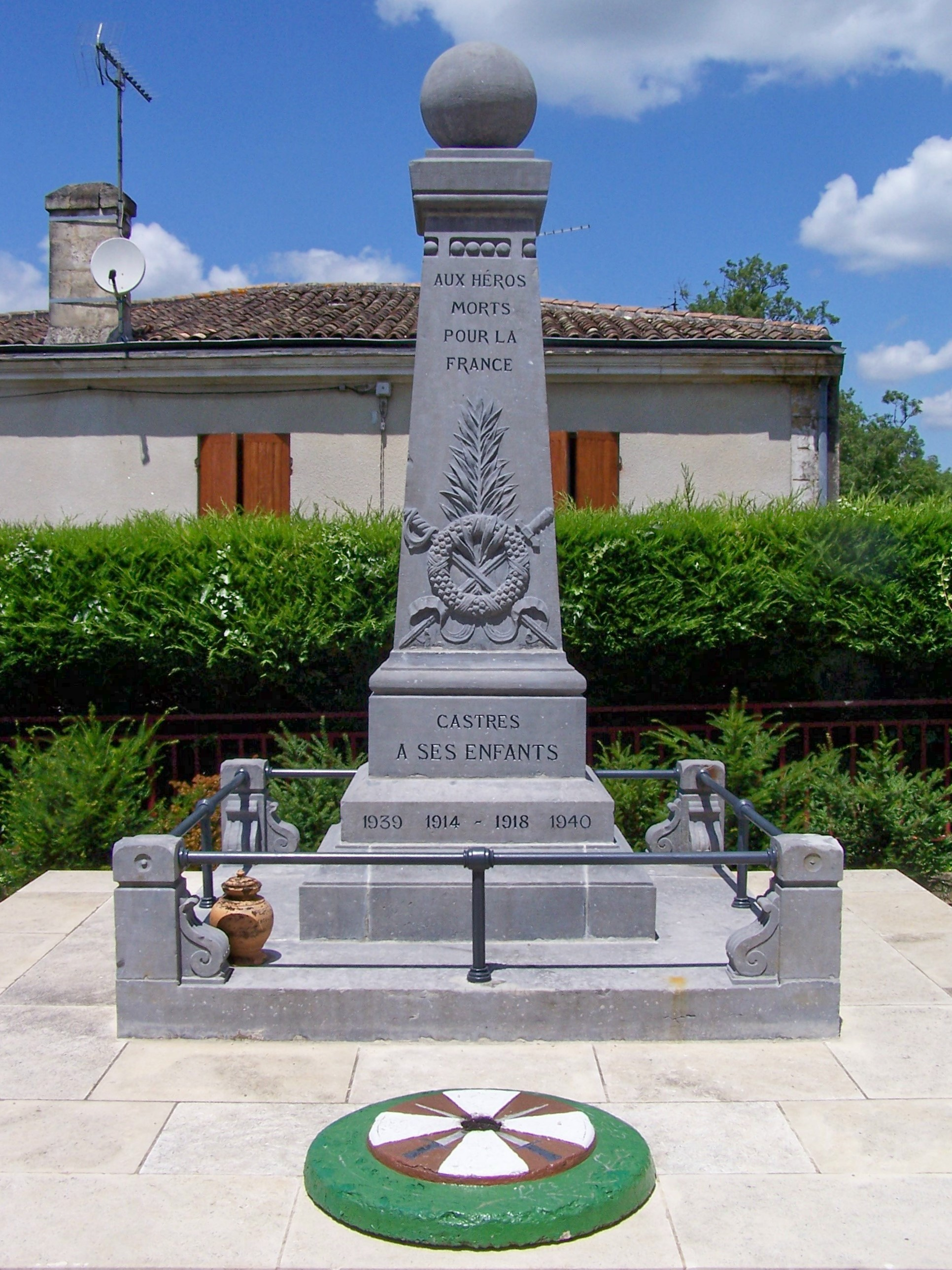
Военный мемориал
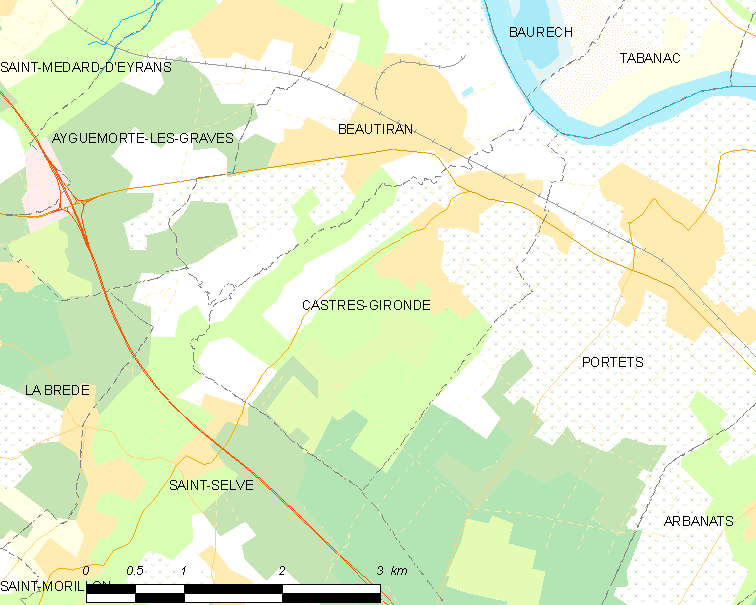
Карта коммуны